# فلیکس پویی
فلیکس پویی (فرانسوی: Félix Pouilly‎؛ زادهٔ ۲۲ سپتامبر ۱۹۹۴ ‏(۳۰ سال)) دوچرخه‌سوار اهل فرانسه است.
از باشگاه‌هایی که در آن رکاب زده‌است می‌توان به روبه–لیل متروپول، اشاره کرد.